# Syllis heterochaeta
Syllis heterochaeta är en ringmaskart som beskrevs av Moore 1909. Syllis heterochaeta ingår i släktet Syllis och familjen Syllidae. Inga underarter finns listade i Catalogue of Life.